# Inyección translunar

Vista en perspectiva de una inyección translunar (ITL). La ITL se realiza en el punto rojo cerca de la Tierra.

Se denomina inyección translunar (ITL, en inglés Trans-Lunar Injection, TLI) a una maniobra de propulsión utilizada para colocar una nave espacial en una trayectoria que la conducirá a la Luna.
Las trayectorias de transferencia lunares se aproximan a transferencias de Hohmann, si bien en algunos casos también se han utilizado transferencias de baja energía, como por ejemplo en el caso de la sonda Hiten.  Para misiones de corta duración sin perturbaciones significativas de fuentes fuera del sistema Tierra-Luna, por lo general resulta más práctico utilizar una transferencia de Hohmann rápida.
Una nave espacial realiza una ITL para comenzar una transferencia lunar desde una órbita de aparcamiento circular baja alrededor de la  Tierra.  El gran impulso requerido para la ITL, por lo general es provisto utilizando un motor cohete químico, que aumenta la velocidad de la nave, cambiando su órbita de una órbita terrestre baja circular a una órbita muy excéntrica.  Cuando la nave comienza a recorrer el arco de transferencia lunar, su trayectoria se aproxima a una órbita elíptica en torno a la Tierra con un apogeo cerca del radio de la órbita lunar.  La magnitud y el instante en que se aplica el impulso para el ITL son calculados con precisión para apuntar a la Luna en su rotación alrededor de la Tierra. El instante de encendido de motores para proveer el impulso  es calculado de forma tal que la nave se aproxime al apogeo al aproximarse la Luna.  Finalmente la nave entra en la esfera de influencia de la Luna, realizando un paso lunar hiperbólico.

## Cálculo y modelado

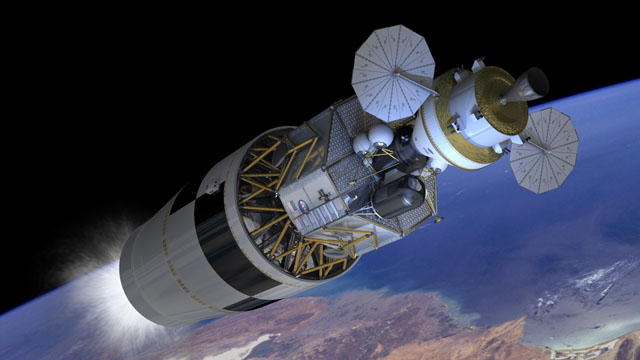
Representación artística de la nave Orión de NASA realizando el encendido de motores para una inyección translunar.

### Aproximación mediante cónicas adosadas
El cálculo de ITL y las transferencias lunares son aplicaciones específicas del problema de los n cuerpos, que pueden ser encarados de diversas formas. La forma más fácil de analizar trayectorias de transferencia lunar es mediante el método de aproximación de cónicas adosadas. Se supone que la nave acelera obedeciendo a la dinámica de un problema clásico de dos cuerpos, estando dominado el movimiento por la Tierra hasta que alcanza la esfera de influencia de la Luna. El movimiento en un sistema de cónicas es determinístico y fácil de calcular, lo que permite utilizarlo en el diseño preliminar de misiones y estimaciones rápidas aproximadas.

### Modelo restringido circular de tres cuerpos (RC3B)
Sin embargo, de manera más realista, la nave se encuentra bajo la acción de fuerzas gravitacionales de numerosos cuerpos.  Las fuerzas gravitacionales de la Tierra y la Luna dominan la aceleración de la nave, y dado que comparativamente la masa de la nave es muy reducida, la trayectoria de la nave puede aproximarse mejor mediante los algoritmos para el problema restringido de tres cuerpos. Este modelo es una mejor aproximación pero no tiene una solución analítica, por lo que es preciso utilizar cálculo numérico y métodos como el de Runge-Kutta.

### Cálculos más precisos
Cálculos más detallados requieren tener en cuenta el movimiento orbital real de la Luna, las fuerzas gravitatorias ejercidas por otros cuerpos celestes, el carácter no-uniforme de los campos gravitatorios de la Tierra y de la Luna, y el efecto de la  presión de la radiación solar, entre otros factores.  Calcular el movimiento de la nave en un modelo que considere todos estos efectos es una tarea muy intensiva desde el punto de vista computacional, pero necesaria para el éxito de la misión.

### Regreso libre
En algunos casos es posible diseñar una ITL de manera que resulte en una trayectoria de regreso libre, de forma tal que la nave realice una pasada por detrás de la Luna y regrese a la Tierra sin necesidad de otras maniobras propulsoras.  Dichas trayectorias de regreso libres  permiten incorporar un margen de seguridad a las misiones espaciales tripuladas, dado que la nave regresará a la Tierra sin necesidad de realizar otras maniobras luego del impulso del ITL inicial.

## Historia
La primera nave que realizó con éxito un ITL fue la Luna 1 de la Unión Soviética el 2 de enero de 1959. El Apolo 8 fue la  primera misión con tripulación que realizó este procedimiento en 21 de diciembre de 1968 y, por tanto, los miembros de esa tripulación fueron las primeras personas que abandonaron la influencia de la Tierra.

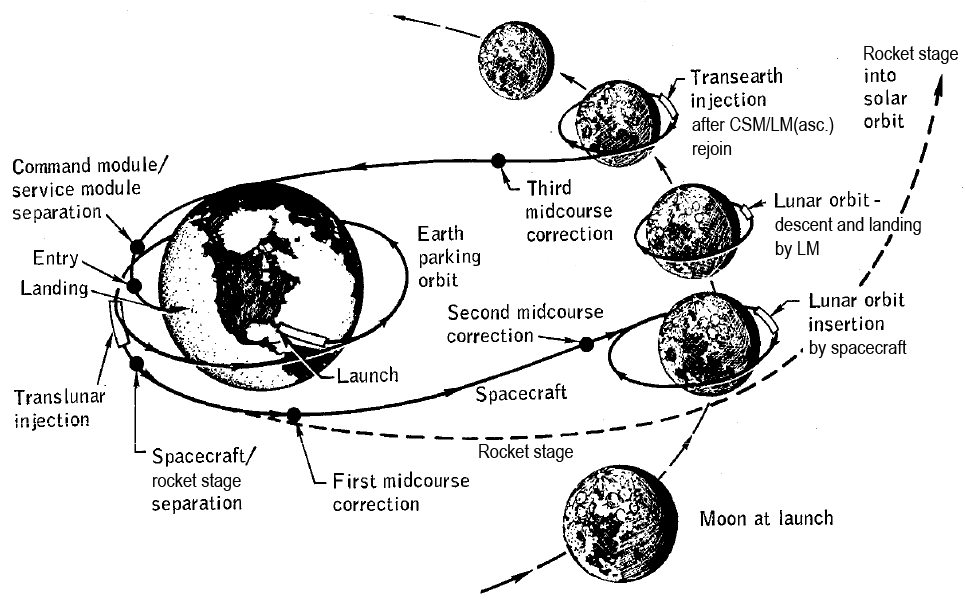
Perfil de las etapas de una misión Apolo. Derivado del perfil de la misión Apolo 8.

Para las misiones lunares Apolo, la ITL fue realizada activando el motor re-arrancable J-2 en la tercera etapa (S-IVB) del cohete Saturno V.  En este caso el impulso para el ITL se aplicó durante unos 350 segundos, lo que proveyó un diferencial de velocidad de 3.05 a 3.25 km/s, en ese punto la nave se encontraba viajando a una velocidad de unos 10.4 km/s  relativa a la Tierra.  La ITL del Apolo 8 pudo ser observada desde el archipiélago de Hawái en el cielo antes del amanecer al sur de Waikiki. Los periódicos del día siguiente recogieron la noticia y publicaron fotografías que se tomaron del fenómeno.  En 1969, la ITL previa al amanecer del Apolo 10 fue visible en Cloncurry, Australia.  La escena fue descrita como similar a las luces delanteras de un automóvil que se aproximan sobre una colina en la neblina, y la nave se asemejaba a un cometa brillante con un tono verdoso.